# Lough Foyle
Lough Foyle (irl. Loch Feabhail) – zatoka na granicy Republiki Irlandii i Irlandii Północnej, na wschód od półwyspu Inishowen. Geologicznie jest to estuarium rzeki Foyle.
Obszar zatoki, od roku 1922, jest przedmiotem sporu terytorialnego pomiędzy Irlandią i Wielką Brytanią.